# Пщина (гмина)
Пщина (пол. Pszczyna) — городско-сельская гмина (волость) в Польше, входит как административная единица в Пщинский повет, Силезское воеводство. Население — 49 831 человек (на 2006 год).

## Демография
| Перепись                       | Всего   | Всего | Женщины | Женщины | Мужчины | Мужчины |
| ------------------------------ | ------- | ----- | ------- | ------- | ------- | ------- |
| Единицы                        | человек | %     | человек | %       | человек | %       |
| Население                      | 49 831  | 100   | 25 710  | 51,6    | 24 121  | 48,4    |
| Плотность населения (чел./км²) | 286,4   | 286,4 | 147,8   | 147,8   | 138,6   | 138,6   |

## Соседние гмины
1. Гмина Бествина
2. Гмина Бойшовы
3. Гмина Чеховице-Дзедзице
4. Гмина Гочалковице-Здруй
5. Гмина Кобюр
6. Гмина Медзьна
7. Гмина Павловице
8. Гмина Струмень
9. Гмина Сушец